# Alfeizerão
A Freguesia de Alfeizerão é uma freguesia portuguesa do Município de Alcobaça com 27,99 km² de área e 3669 habitantes (censo de 2021), tendo, por isso, uma densidade populacional de 131,1 hab./km².
A sede da freguesia é a vila de Alfeizerão.
O fóssil de um ovo, atribuído a um Dacentrurus, foi encontrado em Alfeizerão pelo geólogo Paul Choffat em 1908.

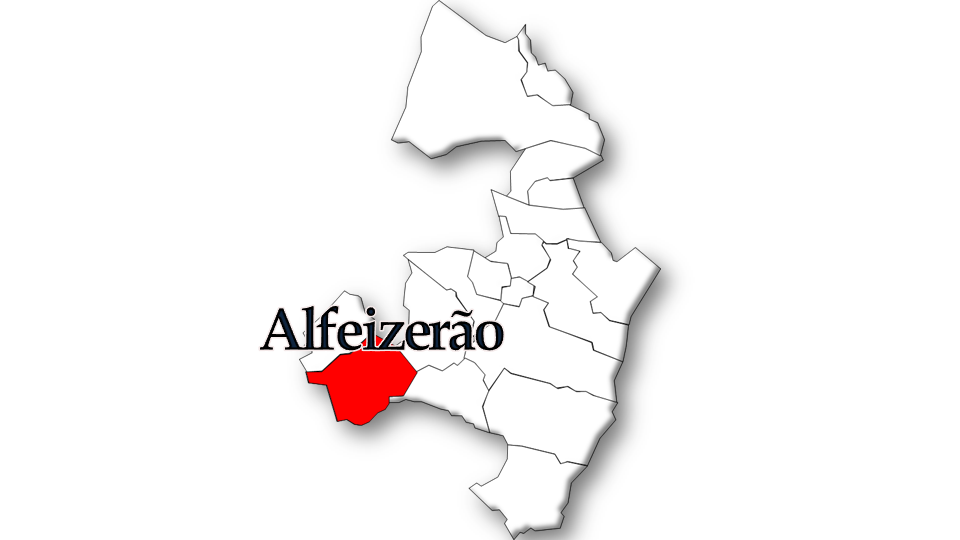
Localização no município Alcobaça

## Demografia
A população registada nos censos foi:
| Distribuição da População por Grupos Etários | Distribuição da População por Grupos Etários | Distribuição da População por Grupos Etários | Distribuição da População por Grupos Etários | Distribuição da População por Grupos Etários |
| -------------------------------------------- | -------------------------------------------- | -------------------------------------------- | -------------------------------------------- | -------------------------------------------- |
| Ano                                          | 0-14 Anos                                    | 15-24 Anos                                   | 25-64 Anos                                   | > 65 Anos                                    |
| 2001                                         | 553                                          | 486                                          | 1959                                         | 851                                          |
| 2011                                         | 566                                          | 346                                          | 1970                                         | 972                                          |
| 2021                                         | 438                                          | 325                                          | 1770                                         | 1136                                         |

## História
Acredita-se que a sua fundação possa remontar à época da Invasão muçulmana da península Ibérica ou até mesmo aos galo-celtas.
No contexto da Reconquista cristã da península, de acordo com um documento existente na Torre do Tombo, recebeu foral aos "21 dias de Outubro da era de 1370 anos", ou seja, em 1332. Este diploma, passado pelo Abade do Mosteiro de Alcobaça, D. João Martins, foi renovado em 1422 pelo então Abade D. Fernando Quental, até que, sob o reinado de Manuel I de Portugal, este soberano lhe passou o chamado Foral Novo, em 1514.
Foi sede de concelho, constituído pelo território da freguesia actual, acrescido de alguns lugares hoje pertencentes à freguesia de Famalicão.
Com a reforma administrativa de meados do século XIX, o concelho foi extinto e a freguesia anexada ao de São Martinho do Porto, entretanto também suprimido. Passou então para o de Alcobaça, depois para o de Caldas da Rainha (por pouco tempo) e de novo para o de Alcobaça - no qual se conserva desde o início do século XX.

## Atracções
A povoação é conhecida pelo seu famoso pão-de-ló, autêntico "ex libris" da terra, que o jornal "Ecos do Alcoa" designava, em 1932, por "pão-de-ló da tia Amália".
Realizam-se na vila as festas de Santo Amaro, de 14 a 17 de janeiro, e de Nossa Senhora do Rosário, no primeiro fim-de-semana de setembro.

## Economia
As suas principais atividades económicas são a fruticultura, a agro-pecuária, a produção de laticínios, betão, cerâmica e a atividade metalomecânica.

## Património
- Igreja Paroquial de Alfeizerão
- Pelourinho de Alfeizerão
- Vestígios dos panos de muralhas do antigo Castelo de Alfeizerão

## Organizações
- Casa do Povo
- Centro Social e Paroquial
- AMIALFA - Associação Amigos de Alfeizerão

## Especialidades gastronómicas
- Pão de ló de Alfeizerão